# Corbin Allred
Corbin Michael Allred (Salt Lake City, 25 maggio 1979) è un attore statunitense.

## Biografia

### Infanzia ed esordio
Figlio di Diane e Michael Allred, secondo di quattro figli dopo il fratello maggiore Jason e prima delle sorelle minori Aleece e Kelsey, ha iniziato la sua carriera da attore ancora bambino, all'età di 12 anni, selezionato in un provino a cui Allred aveva partecipato quasi per caso: prima di allora infatti l'attore aveva partecipato soltanto ad una rappresentazione scolastica (aveva interpretato la parte di Banquo nella tragedia Macbeth), ma in realtà non aveva mai preso seriamente in considerazione l'idea di recitare.
Venuta casualmente a sapere di un casting che si sarebbe svolto nella loro città alla ricerca di attori locali per un film, in cui uno dei ruoli doveva essere interpretato da un ragazzo di 12 anni, sua madre Diane, parlandone quasi per scherzo insieme al figlio Corbin, decise poi di far presentare il ragazzo per l'audizione.
Incontrarono quindi il direttore del casting per il provino, e quando questi vide il Corbin, pensò subito che avrebbe potuto essere il ragazzo perfetto per la parte.
Malgrado Corbin non avesse mai sostenuto un provino prima di allora, il direttore fu stupito dalla prestazione del ragazzino e, chiamata sua madre in disparte, si profuse in elogi in merito alla naturale abilità recitativa dimostrata da Allred. Le chiese se il figlio avesse mai preso lezioni di recitazione prima di allora o se avesse lavorato in qualche film o produzione cinematografica locale prima di allora, e rimase stupito nell'apprendere che egli non aveva mai fatto niente del genere (all'infuori della recita scolastica a cui aveva preso parte al quarto anno della scuola elementare): quindi insistette affinché Allred andasse a Los Angeles, a perseguire la carriera di attore, promettendogli che se fosse andato avrebbe ottenuto il successo in brevissimo tempo.

### Carriera
Da quel momento in poi la carriera di Allred è stata costantemente in ascesa: l'attore ha avuto ruoli in svariati film e telefilm, nel corso degli anni relativi al periodo della sua adolescenza, che gli hanno procurato consistente fama e notorietà a livello internazionale riuscendo, malgrado i numerosi impegni professionali, a conciliare vita familiare, carriera, scuola, vita sociale e religiosa.
Ha lavorato inoltre con attori quali Dan Aykroyd, Susan Sarandon, Kirk Douglas e Natalie Portman, oltre che con giovani attori quali Nick Stahl, Kyle Howard, Adam Wylie, Bret Loehr, Patrick Renna.
Tra i lavori che lo hanno reso celebre si annoverano la serie di film di Josh Kirby, realizzata nei suoi anni da teenager.
Diplomatosi alla Hillcrest High School nel 1997, ha successivamente partecipato alla serie televisiva Un angelo poco... custode nel corso della sua tarda adolescenza, inoltre ha preso parte a importanti film quali La mia adorabile nemica (1999).

### Vita privata
Membro della Chiesa di Gesù Cristo dei santi degli ultimi giorni, per la quale è stato in missione circa un paio d'anni in Australia sul finire dei suoi anni da teenager, Allred ha sposato McKenzie Marshall il 22 gennaio 2005, nel St. George Utah Temple. Lui e la moglie successivamente hanno scelto come residenza Simi Valley, in California.
Corbin ha lavorato come istruttore di alpinismo e arrampicata a fianco della moglie, nell'ambito della Contea di Los Angeles.
Tra le passioni dell'attore anche vari altri sport all'aperto quali la pesca (nella fattispecie la pesca con la mosca) e andare in mountain bike, nonché la musica.

## Riconoscimenti
Nel corso della sua brillante carriera da attore Allred ha conseguito premi e riconoscimenti a conferma del suo talento, apprezzato dal pubblico e anche dalla critica. In particolare ha avuto una nomination per quanto concerne gli "Young Artist Awards" nel 1997, relativamente alla serie Un angelo poco... custode.

## Filmografia parziale

### Cinema
- I Cavalieri Delta (Quest of the Delta Knights), regia di James Dodson (1993)
- Robin Hood: un uomo in calzamaglia (Robin Hood: Men in Tights), regia di Mel Brooks (1993)
- Perché non ci alleni papà? (No Dessert, Dad, Till You Mow the Lawn), regia di Howard McCain (1994)
- Josh Kirby (Josh Kirby... Time Warrior: Chapter 1, Planet of the Dino-Knights), regia di Ernest D. Farino (1995-1996)
- Mittente sconosciuto (Address Unknown), regia di Shawn Levy (1997)
- Diamonds, regia di John Mallory Asher (1999)
- La mia adorabile nemica (Anywhere But Here), regia di Wayne Wang (1999)
- Christmas Mission, regia di Michael L. Schaertl (1999)
- Saints and Soldiers, regia di Ryan Little (2003)
- Take a Chance, regia di John Lyde (2006)
- The Work and the Glory III: A House Divided, regia di Sterling Van Wagenen (2006)

### Televisione
- California Dreams - serie TV, episodio 2x11 (1993)
- Bayside School - La nuova classe (Saved by the Bell: The New Class) - serie TV, episodio 3x15 (1995)
- Mio figlio è innocente (My Son Is Innocent), regia di Larry Elikann - film TV (1996)
- Blue Rodeo, regia di Peter Werner - film TV (1996)
- Social Studies - serie TV, 1 episodio (1997)
- Un angelo poco... custode (Teen Angel) - serie TV, 17 episodi (1997 - 1998)
- Il tocco di un angelo (Touched by an Angel) - serie TV, episodio 4x25 (1998)
- Sabrina, vita da strega (Sabrina, the Teenage Witch) - serie TV, episodi 3x02-3x06 (1998)
- CSI - Scena del crimine (CSI: Crime Scene Investigation) - serie TV, episodio 2x06 (2001)
- Giudice Amy (Judging Amy) - serie TV, episodio 3x13 (2002)
- Dharma & Greg - serie TV, episodio 5x18 (2002)
- Boston Public - serie TV, episodio 2x20 (2002)
- State of Grace - serie TV, 1 episodio (2002)
- JAG - Avvocati in divisa (JAG) - serie TV, episodio 8x04 (2002)
- Detective Monk (Monk) - serie TV, episodio 2x02 (2003)
- Codice Matrix (Threat Matrix) - serie TV, episodio 9x03 (2003)
- NCIS - Unità anticrimine (NCIS) - serie TV, episodio 1x06 (2003)
- Settimo cielo (7th Heaven) - serie TV, episodio 8x09 (2003)
- E.R. - Medici in prima linea (ER) - serie TV, episodio 10x13 (2004)
- The Division - serie TV, episodio 4x08 (2004)
- CSI: Miami - serie TV, episodio 3x07 (2004)
- Bones - serie TV, episodio 3x14 (2008)

## Doppiatori italiani
Nelle versioni in italiano delle opere in cui ha recitato, Corbin Allred è stato doppiato da:
- Nanni Baldini ne La mia adorabile nemica
- Massimiliano Alto in Un angelo poco... custode
- Marco Baroni in CSI - Scena del crimine
- Marco Vivio in Detective Monk
- Stefano Crescentini in CSI: Miami